# Distrito Regional de Cariboo
O Distrito Regional de Cariboo (enumerado como 4) é um dos vinte e nove distritos regionais da Colúmbia Britânica, no oeste do Canadá. O distrito está localizado no interior da Colúmbia Britânica e sua sede está na cidade de Williams Lake. De acordo com o censo canadense de 2006, cerca de 62.190 vivem no distrito, que possui uma área de 80,629.34 quilômetros quadrados.